# Дороти и Вълшебникът в страната на Оз
Дороти и Вълшебникът в Страната на Оз е четвъртата книга за Страната на Оз написана от Л. Франк Баум и илюстрирана от Джон Р. Нийл. Първият роман от поредицата, издаден на български език е Вълшебникът от Оз, следван от Вълшебникът от Оз. Страната на Оз и Озма от Оз. Четвъртата книга е публикувана на английски език на 18 юни 1908 г. и разказва за повторната среща на Дороти с фокусника от Вълшебникът от Оз. Книгата е написана малко след голямото земетресение в Сан Франциско от 1906 година и именно затова историята започва със земетресение в Калифорния. Дороти и нейните спътници са погълнати от пукнатина в земята и попадат в подземна кухина, откъдето започват техните приключения.

## Сюжет
Историята започва с посещението на Дороти в Сан Франциско по пътя към дома. Тя се запознава със своя братовчед Зеб и заедно с него и котката Еврика децата пътуват към ранчото Хадсън в двуколка, теглена от впрегатния кон Джим. Докато пътуват по време на земетресение земята се отваря и всички попадат във вътрешността на планетата. По своя път обратно към повърхността на земята пътешествениците се срещат с добрия вълшебник, попадат в Зеленчуковото кралство, опознават Горголите и долината на Во, за да бъдат спасени от принцеса Озма и да попаднат в Страната на Оз.

## Публикуване
След излизането на „Озма от Оз“ Баум посвещава много от своето време и енергия в писане на още книги за Страната на Оз. Първата книга от поредицата „Вълшебникът от Оз“ е в сферата на общественото достояние в САЩ от 1956 г., а тринадесетте следващи книги попадат в тази сфера през 1986 г. В оригинал четвъртата част е достъпна в Проект Гутенберг.

## Поредица
Авторът Л. Франк Баум казва, че книгите не спазват някаква последователност, а са написани само за радост на децата.